# Deuce (wrestler)
James Wiley Smith Thomas Reiher Snuka (Lā'ie, 1º settembre 1971) è un ex wrestler statunitense, noto per i suoi trascorsi nella World Wrestling Entertainment tra il 2007 e il 2009.
In WWE, Deuce ha detenuto una volta il WWE Tag Team Championship assieme Domino con un regno durato 133 giorni.
Rehier è inoltre il figlio adottivo del wrestler Jimmy Snuka.

## Carriera

### World Wrestling Entertainment (2005–2009)

#### SmackDown!(2007–2008)
I due debuttano a SmackDown! nel gennaio 2007 come "Deuce n'Domino" sconfiggendo due jobber nel loro primo match. Successivamente, sconfiggono Paul London e Brian Kendrick, i detentori del WWE Tag Team Championship. A No Way Out 2007, Deuce e Domino non riescono a vincere i titoli poiché Kendrick schiena Deuce via roll-up. Riescono a vincere i titoli nella puntata di Smackdown del 20 aprile dopo che London si era infortunato sbagliando un Moonsault e Kendrick doveva difendere i titoli da solo. Successivamente, difendono i titoli in un Triple Treath Tag Team Match che includeva sia London e Kendrick sia William Regal e Dave Taylor.
Durante un match di coppia contro Shad Gaspard e JTG, Domino si infortuna rompendosi il setto nasale. Dopo il suo ritorno dall'infortunio, Deuce n'Domino ingaggiano una rivalità con Batista e Ric Flair. Nella puntata di Smackdown del 31 agosto, Deuce n'Domino perdono i titoli di coppia contro Matt Hardy & MVP. Verso la fine del 2007, hanno rivalità con Jimmy Wang Yang e Shannon Moore, Jesse & Festus e Finlay e Hornswoggle. Dopo un 2008 pieno di sconfitte, a Wrestlemania XXIV, Domino partecipa alla battle royal a 24 uomini nel quale il vincitore avrebbe sfidato Chavo Guerrero in un match valido per l'ECW Championship. Il match viene poi vinto da Kane. I due splittano nella puntata di Smackdown del 20 giugno, dopo aver perso contro Jesse e Festus, Deuce colpisce Domino con la Crack 'em in da Mouth. Dopo, Deuce passa a Raw e Domino viene prevalentemente usato per lanciare altri talenti. Nella puntata di Smackdown del 1º agosto, perde contro Big Show. La settimana dopo, viene licenziato dalla WWE.

## Nel wrestling

### Mosse finali
- Come Deuce
  - Crack 'em in da Mouth (Running big boot alla faccia di un avversario seduto)
- Come Jimmy Snuka Jr.
  - Superfly Twister (Corkscrew splash)
- Come Sim Snuka
  - Jumping hook kick

### Manager
- Cherry
- Jimmy Snuka
- Maryse

### Musiche d'ingresso
- "All About Cool" di Jim Johnston (2007–2008)
- "Hold Tight" di Dave Dee, Dozy, Beaky, Mick e Tich

## Titoli e riconoscimenti
- American Pro Wrestling Alliance
  - APWA Tri State Championship (2)

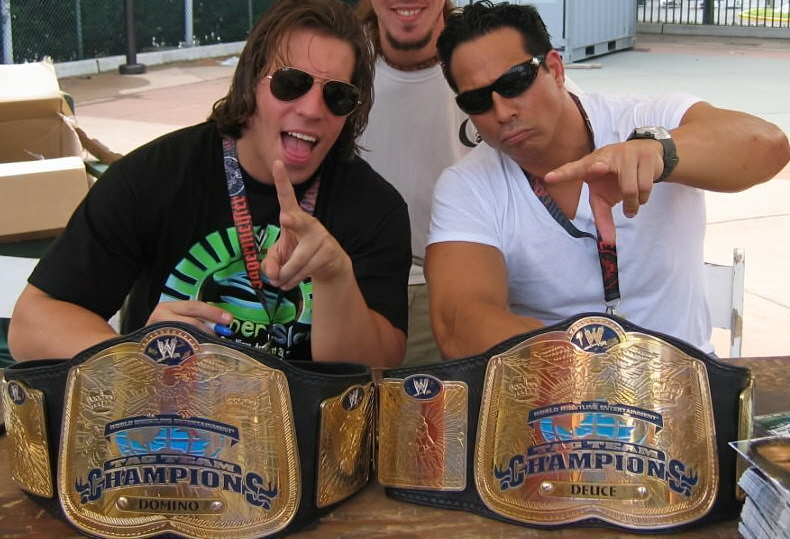
Deuce e Domino (a sinistra) con il WWE Tag Team Championship, titolo che hanno detenuto una volta con 133 giorni di regno

- Championship Wrestling From Arizona
  - CWFAZ Heavyweight Championship (1)
- Deep South Wrestling
  - DSW Tag Team Championship (1) – con Domino
- International Wrestling Association
  - IWA Hardcore Championship (1)
- Ohio Valley Wrestling
  - OVW Southern Tag Team Championship (3) – con Domino
  - OVW Television Championship (1)
- Pro Wrestling Illustrated
  - 150º nella classifica dei 500 migliori wrestler su PWI 500 (2009)
- World Wrestling Entertainment
  - WWE Tag Team Championship (1) – con Domino